# World Violation Tour
Die World Violation Tour war eine weltweite Konzerttournee der britischen Synthie-Pop-/Synth-Rock-Band Depeche Mode, die die Gruppe zur Unterstützung ihres siebten Studioalbums Violator absolvierte.

## Hintergrund
Die Proben für die Tour fanden in Pensacola statt, wo sie auch am 28. Mai 1990 begann. Es war das erste Mal für Depeche Mode, dass sie Konzerte im US-Bundesstaat Florida gaben und sie ernteten damit einige Kritik von den Einheimischen, die ihr Auftreten nicht verstanden. Alan Wilder wurde gegenüber Rolling Stone mit den Worten zitiert: „Ich wurde heute ungefähr zwanzig Mal als ‚Schwuchtel‘ beschimpft, hauptsächlich von Typen, die sich aus Lastwagen lehnen. Das ist doch ein ziemlich rückständiger Ort, oder?“
Die Tour begann Ende Mai mit einem Nordamerika-Abschnitt und endete Anfang August im Dodger Stadium in Los Angeles. Die Nordamerika-Termine hatten mit ausverkauften Shows in Dallas, Chicago, Orlando, Tampa und Miami eine sehr positive Resonanz. Für das Konzert im Giants Stadium in East Rutherford (New Jersey) waren Berichten zufolge innerhalb von vier Stunden nach Verkaufsbeginn 42.000 Karten verkauft worden, während die Shows im Dodger Stadium bereits am ersten Verkaufstag ausverkauft waren. Später im August spielte die Band zum ersten Mal in ihrer Karriere in Australien, gefolgt vor einer sechstägigen Japan-Tour im September. Im Anschluss an die Japan-Termine startete die Band den letzten Tourabschnitt durch Europa, der Ende September in Brüssel begann. Die Etappe umfasste drei Termine im Palais Omnisport de Bercy in Paris, wo die Gruppe vor insgesamt etwa 50.000 Menschen auftrat. Die letzte Touretappe dauerte zwei Monate und endete mit der letzten Show der Tour Ende November in Birmingham. Schätzungen zufolge wurde die Tournee insgesamt von ungefähr 1,2 Millionen Zuschauern gesehen.
Die Tourprojektionen wurden von Anton Corbijn erstellt und auf großen Videobildschirmen hinter der Band präsentiert. Für die Tour waren etwa 100 Bühnenarbeiter und 11 Lastwagen zum Transport des Bühnenbilds und der Ausrüstung erforderlich.
Als Vorgruppe der Band traten in Nordamerika und Europa Nitzer Ebb auf.

## Rezeption
Der Rolling Stone bezeichnete die Tour als einen der Höhepunkte des Musiksommers 1990 und schrieb: „Diese britischen Synthpopper bieten postindustrielle Melancholie, zu der man tanzen kann. Und ihr Elend liebt sicherlich Gesellschaft – auf ihrer letzten Tour war der Rose Bowl ausverkauft.“

## Liveaufnahmen
Trotz des weltweiten Erfolges dieser Tournee ist bis heute kein offizieller Mitschnitt erschienen. Zur Begründung gab Alan Wilder an, dass seit dem Ende der Music for the Masses Tour zu wenig Zeit vergangen sei, um ein neues Livealbum oder -video von dieser Tour zu veröffentlichen, da im vorherigen Jahr bereits 101 erschienen war.
Vom Stadionpersonal des Dodger Stadiums wurde das Konzert in Los Angeles am 4. August 1990 aufgezeichnet, von dem Depeche Mode 2012 Ausschnitte von je 90 Sekunden jedes Songs dieser Show auf ihrer Website veröffentlichten.

## Setlist

### Beispiel-Setlist
- Kaleid (intro)
- World in My Eyes
- Halo
- Shake the Disease
- Everything Counts (Tim Simenon & Mark Saunders Remix)
- Master and Servant
- Never Let Me Down Again
- Waiting for the Night
- I Want You Now (acoustic version)
- Here Is the House (acoustic version)
- Little 15 (acoustic version)
- World Full of Nothing (acoustic version)
- Blue Dress (acoustic version) (nur bei den Konzerten in San Diego und Paris)
- Sweetest Perfection (acoustic version)
- Clean
- Stripped
- Policy of Truth
- Enjoy the Silence
- Strangelove
- Personal Jesus
- Black Celebration
- A Question of Time
- Behind the Wheel
- Route 66

## Tourdaten
| Nr.                  | Datum               | Stadt               | Land                | Veranstaltungsort                          | Anmerkungen                   |
| Leg 1 – Nordamerika  | Leg 1 – Nordamerika | Leg 1 – Nordamerika | Leg 1 – Nordamerika | Leg 1 – Nordamerika                        | Leg 1 – Nordamerika           |
| -------------------- | ------------------- | ------------------- | ------------------- | ------------------------------------------ | ----------------------------- |
| 1                    | 28. Mai 1990        | Pensacola           | Vereinigte Staaten  | Civic Center                               |                               |
| 2                    | 30. Mai 1990        | Orlando             | Vereinigte Staaten  | Orlando Arena                              |                               |
| 3                    | 31. Mai 1990        | Miami               | Vereinigte Staaten  | Miami Arena                                |                               |
| 4                    | 2. Juni 1990        | Tampa               | Vereinigte Staaten  | USF Sun Dome                               |                               |
| 5                    | 4. Juni 1990        | Atlanta             | Vereinigte Staaten  | Coca-Cola Lakewood Amphitheater            |                               |
| 6                    | 6. Juni 1990        | Columbia            | Vereinigte Staaten  | Merriweather Post Pavilion                 |                               |
| 7                    | 8. Juni 1990        | Saratoga Springs    | Vereinigte Staaten  | Saratoga Performing Arts Center            |                               |
| 8                    | 9. Juni 1990        | Mansfield           | Vereinigte Staaten  | Great Woods Center for the Performing Arts |                               |
| 9                    | 10. Juni 1990       | Mansfield           | Vereinigte Staaten  | Great Woods Center for the Performing Arts |                               |
| 10                   | 13. Juni 1990       | Philadelphia        | Vereinigte Staaten  | Spectrum                                   |                               |
| 11                   | 14. Juni 1990       | Philadelphia        | Vereinigte Staaten  | Spectrum                                   |                               |
| 12                   | 16. Juni 1990       | East Rutherford     | Vereinigte Staaten  | Giants Stadium                             |                               |
| 13                   | 18. Juni 1990       | New York City       | Vereinigte Staaten  | Radio City Music Hall                      |                               |
| xx                   | 20. Juni 1990       | Ottawa              | Kanada              | Civic Centre                               |                               |
| 14                   | 21. Juni 1990       | Montréal            | Kanada              | Forum                                      |                               |
| 15                   | 22. Juni 1990       | Toronto             | Kanada              | Exhibition Stadium                         |                               |
| 16                   | 24. Juni 1990       | Burgettstown        | Vereinigte Staaten  | Coca-Cola Star Lake Amphitheater           |                               |
| 17                   | 25. Juni 1990       | Cincinnati          | Vereinigte Staaten  | Riverbend Music Center                     |                               |
| 18                   | 26. Juni 1990       | Cuyahoga Falls      | Vereinigte Staaten  | Blossom Music Center                       |                               |
| 19                   | 28. Juni 1990       | Clarkston           | Vereinigte Staaten  | Pine Knob Music Theatre                    |                               |
| 20                   | 29. Juni 1990       | Clarkston           | Vereinigte Staaten  | Pine Knob Music Theatre                    |                               |
| 21                   | 30. Juni 1990       | Milwaukee           | Vereinigte Staaten  | Marcus Amphitheater                        | Milwaukee Summerfest ’90      |
| 22                   | 2. Juli 1990        | Tinley Park         | Vereinigte Staaten  | World Music Theatre                        |                               |
| 23                   | 3. Juli 1990        | Tinley Park         | Vereinigte Staaten  | World Music Theatre                        |                               |
| 24                   | 5. Juli 1990        | The Woodlands       | Vereinigte Staaten  | Cynthia Woods Mitchell Pavilion            |                               |
| 25                   | 6. Juli 1990        | The Woodlands       | Vereinigte Staaten  | Cynthia Woods Mitchell Pavilion            |                               |
| 26                   | 8. Juli 1990        | Dallas              | Vereinigte Staaten  | Coca-Cola Starplex Amphitheater            |                               |
| 27                   | 9. Juli 1990        | Dallas              | Vereinigte Staaten  | Coca-Cola Starplex Amphitheater            |                               |
| 28                   | 11. Juli 1990       | Morrison            | Vereinigte Staaten  | Red Rocks Amphitheatre                     |                               |
| 29                   | 12. Juli 1990       | Morrison            | Vereinigte Staaten  | Red Rocks Amphitheatre                     |                               |
| 30                   | 14. Juli 1990       | Calgary             | Kanada              | Olympic Saddledome                         |                               |
| 31                   | 16. Juli 1990       | Vancouver           | Kanada              | Pacific Coliseum                           |                               |
| 32                   | 18. Juli 1990       | Portland            | Vereinigte Staaten  | Memorial Coliseum                          |                               |
| 33                   | 20. Juli 1990       | Mountain View       | Vereinigte Staaten  | Shoreline Amphitheatre                     |                               |
| 34                   | 21. Juli 1990       | Mountain View       | Vereinigte Staaten  | Shoreline Amphitheatre                     |                               |
| 35                   | 22. Juli 1990       | Sacramento          | Vereinigte Staaten  | Cal Expo Amphitheatre                      |                               |
| xx                   | 24. Juli 1990       | Salt Lake City      | Vereinigte Staaten  | Salt Palace                                | verlegt auf den 25. Juli 1990 |
| 36                   | 25. Juli 1990       | Salt Lake City      | Vereinigte Staaten  | Salt Palace                                |                               |
| 37                   | 27. Juli 1990       | Phoenix             | Vereinigte Staaten  | Arizona Veterans Memorial Coliseum         |                               |
| 38                   | 28. Juli 1990       | San Diego           | Vereinigte Staaten  | Sports Arena                               |                               |
| 39                   | 29. Juli 1990       | San Diego           | Vereinigte Staaten  | Sports Arena                               |                               |
| 40                   | 31. Juli 1990       | San Diego           | Vereinigte Staaten  | Sports Arena                               |                               |
| 41                   | 1. August 1990      | Universal City      | Vereinigte Staaten  | Universal Amphitheatre                     |                               |
| 42                   | 4. August 1990      | Los Angeles         | Vereinigte Staaten  | Dodger Stadium                             |                               |
| 43                   | 5. August 1990      | Los Angeles         | Vereinigte Staaten  | Dodger Stadium                             |                               |
| Leg 2 – Australasien |                     |                     |                     |                                            |                               |
| 44                   | 31. August 1990     | Sydney              | Australien          | Hordern Pavilion                           |                               |
| xx                   | 1. September 1990   | Melbourne           | Australien          | Festival Hall                              |                               |
| 45                   | 4. September 1990   | Fukuoka             | Japan               | Shimin Kaikan                              |                               |
| 46                   | 6. September 1990   | Kobe                | Japan               | World Memorial Hall                        |                               |
| 47                   | 8. September 1990   | Kanazawa            | Japan               | Ishikawa Kōsei Nenkin Kaikan               |                               |
| 48                   | 9. September 1990   | Nagoya              | Japan               | Civic Assembly Hall                        |                               |
| 49                   | 11. September 1990  | Tokio               | Japan               | Nippon Budokan                             |                               |
| 50                   | 12. September 1990  | Tokio               | Japan               | Nippon Budokan                             |                               |
| Leg 3 – Europa       |                     |                     |                     |                                            |                               |
| 51                   | 28. September 1990  | Brüssel             | Belgien             | Forest National                            |                               |
| 52                   | 29. September 1990  | Dortmund            | Deutschland         | Westfalenhalle                             |                               |
| 53                   | 30. September 1990  | Dortmund            | Deutschland         | Westfalenhalle                             |                               |
| 54                   | 2. Oktober 1990     | Kopenhagen          | Danemark            | Valby-Hallen                               |                               |
| 55                   | 3. Oktober 1990     | Kopenhagen          | Danemark            | Valby-Hallen                               |                               |
| 56                   | 5. Oktober 1990     | Göteborg            | Schweden            | Scandinavium                               |                               |
| 57                   | 6. Oktober 1990     | Stockholm           | Schweden            | Globen                                     |                               |
| 58                   | 8. Oktober 1990     | Frankfurt am Main   | Deutschland         | Festhalle                                  |                               |
| 59                   | 9. Oktober 1990     | Hannover            | Deutschland         | Messehalle                                 |                               |
| 60                   | 11. Oktober 1990    | Lyon                | Frankreich          | Halle Tony Garnier                         |                               |
| 61                   | 12. Oktober 1990    | Zürich              | Schweiz             | Hallenstadion                              |                               |
| 62                   | 14. Oktober 1990    | Frankfurt am Main   | Deutschland         | Festhalle                                  |                               |
| 63                   | 15. Oktober 1990    | Stuttgart           | Deutschland         | Schleyerhalle                              |                               |
| 64                   | 17. Oktober 1990    | München             | Deutschland         | Olympiahalle                               |                               |
| 65                   | 21. Oktober 1990    | Paris               | Frankreich          | Palais Omnisport de Bercy                  |                               |
| 66                   | 22. Oktober 1990    | Paris               | Frankreich          | Palais Omnisport de Bercy                  |                               |
| 67                   | 23. Oktober 1990    | Paris               | Frankreich          | Palais Omnisport de Bercy                  |                               |
| 68                   | 25. Oktober 1990    | Liévin              | Frankreich          | Stade Couvert Régional                     |                               |
| 69                   | 26. Oktober 1990    | Rotterdam           | Niederlande         | Sportpaleis Ahoy’                          |                               |
| 70                   | 28. Oktober 1990    | Hamburg             | Deutschland         | Alsterdorfer Sporthalle                    |                               |
| 71                   | 29. Oktober 1990    | Hamburg             | Deutschland         | Alsterdorfer Sporthalle                    |                               |
| 72                   | 31. Oktober 1990    | Berlin              | Deutschland         | Deutschlandhalle                           |                               |
| 73                   | 1. November 1990    | Berlin              | Deutschland         | Deutschlandhalle                           |                               |
| 74                   | 3. November 1990    | Straßburg           | Frankreich          | Hall Rhénus                                |                               |
| 75                   | 5. November 1990    | Barcelona           | Spanien             | Palau Sant Jordi                           |                               |
| 76                   | 7. November 1990    | Madrid              | Spanien             | Palacio de los Deportes                    |                               |
| 77                   | 9. November 1990    | Marseille           | Frankreich          | Palais des Sports                          |                               |
| 78                   | 11. November 1990   | Mailand             | Italien             | Palatrussardi                              |                               |
| 79                   | 12. November 1990   | Rom                 | Italien             | PalaEUR                                    |                               |
| 80                   | 14. November 1990   | Bordeaux            | Frankreich          | Patinoire de Mériadeck                     |                               |
| 81                   | 15. November 1990   | Bordeaux            | Frankreich          | Patinoire de Mériadeck                     |                               |
| 82                   | 17. November 1990   | Brest               | Frankreich          | Parc de Penfield                           |                               |
| 83                   | 19. November 1990   | London              | England             | Wembley Arena                              |                               |
| 84                   | 20. November 1990   | London              | England             | Wembley Arena                              |                               |
| 85                   | 22. November 1990   | Birmingham          | England             | National Exhibition Centre                 |                               |
| 86                   | 23. November 1990   | London              | England             | Wembley Arena                              |                               |
| 87                   | 26. November 1990   | Birmingham          | England             | National Exhibition Centre                 |                               |
| 88                   | 27. November 1990   | Birmingham          | England             | National Exhibition Centre                 |                               |

## Band
- Dave Gahan: Gesang
- Martin Gore: Sampler, E-Drum-Pads, Hintergrundgesang, Gitarre, Gesang bei I Want You Now und World Full of Nothing
- Andrew Fletcher: Sampler, E-Drum-Pads, Hintergrundgesang
- Alan Wilder: Sampler, E-Drum-Pads, Hintergrundgesang